# Арахноид

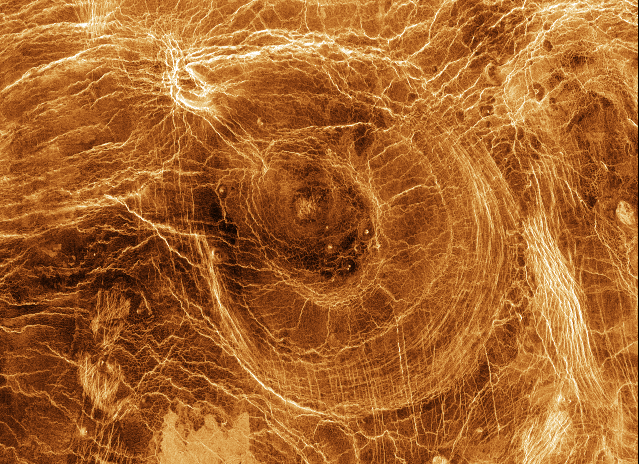
Арахноид на поверхности Венеры

Арахноиды (в планетной геологии) — большеразмерные структуры, вероятно, вулканического происхождения, найденные лишь на поверхности Венеры. Имеют вид концентрических овалов, между которыми существует густая сеть разломов, имеющая некоторое сходство с паутиной («арахноиды» — с греческого — «подобные паукам»). Размеры этих образований составляют от 100 до 200 км в диаметре.

## Описание
Большая часть арахноидов расположена в северном полушарии Венеры на равнинах, которые характеризуются сильно спрессованной породой на поверхности. По внешнему виду напоминают венцы, однако меньше по размерам и имеют сеть поперечных белых полос (разломы коры).
Считается, что, подобно венцам, арахноиды образовались за счёт выбросов магмы из глубины на поверхность планеты. Поэтому арахноиды часто считают одним из типов вулканов, хотя не исключено, что существуют разные типы арахноидов по своему происхождению.

## Открытие и номенклатура
Впервые эти объекты были открыты советскими космическими аппаратами «Венера-15» и «Венера-16» в 1983 году, их существование было подтверждено американским космическим аппаратом «Магеллан» в 1990 году. К нашему времени на поверхности Венеры идентифицировано 256 арахноидов, из которых 55 получили название. Название арахноидов на английском обычно включает слово Corona (венец), в некоторых случаях — Patera или Mons (например Maslenita Corona, Keller Patera и Mentha Mons).